# J.E. Frykberg

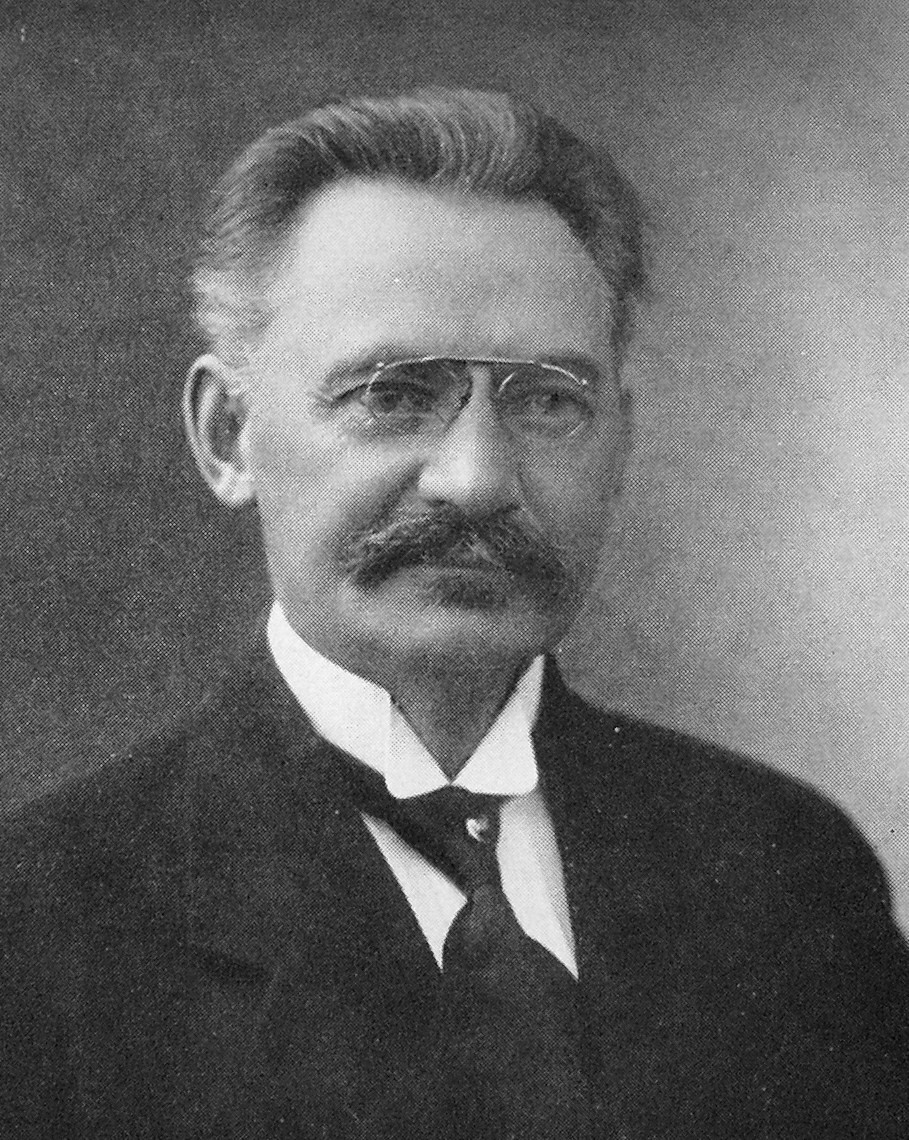
J.E. Frykberg

Jard Emil Frykberg, född 1862, död 1923 i Danderyd, var svensk affärsman, och en initiativtagare till bondetåget. 

## Biografi
Frykberg var en grosshandlare i Uppsala, och var 1910 initiativtagare till Sveriges kolonialvarugrossistförening. Från 1921 var han verkställande direktör för Barnängens tekniska fabrikers AB och i AB Svenska varor från 1922. Den djupt religiöse Frykberg var en varm försvarsvän. Han skötte även ekonomin för Nationalinsamlingen för pansarbåt 1912, som samlade in pengar till en F-båt. 1914 tog han initiativet tillsammans med Uno V. Nyberg till bondetåget.
Han var ordförande i styrelsen för Baltiska kullager. 
J.E. Frykberg är begravd på Uppsala gamla kyrkogård.

## J.E. Frykbergs stiftelse
År 1917 bildades J.E. Frykbergs stiftelse i Uppsala, som stöder det frivilliga arbetet inom svenska kyrkan, ungdomsarbetet, det frivilliga kyrkliga bildningsarbetet och den religiösa upplysningsverksamheten.